# Kevin Carter
Kevin Carter (ur. 13 września 1960 w Johannesburgu, zm. 27 lipca 1994) – południowoafrykański fotoreporter, laureat Nagrody Pulitzera.

## Życiorys
Kevin Carter urodził się w rodzinie brytyjskich emigrantów, akceptujących obowiązujący wówczas w RPA apartheid. Już od wczesnej młodości Kevin buntował się przeciwko dyskryminacji czarnych obywateli.
W 1977 roku przerwał studia farmaceutyczne i dostał powołanie do wojska, gdzie apartheid odczuwalny był ze zdwojona siłą. Był jednym z niewielu, który występował w obronie czarnoskórych pracowników. Za swoją postawę został pobity. W 1980 roku zdezerterował. Wyjechał do Durbanu i został didżejem. Po kilku miesiącach stracił pracę, co skłoniło go do nieudanej próby samobójczej. Wrócił do wojska i zakończył służbę. W maju 1983 roku, podczas pełnienia warty, został ranny w zamachu bombowym na Church Street w Pretorii. Zginęło wtedy 19 osób.
Pracę fotografika rozpoczynał w 1983 w Johannesburdzkim "Sunday Express" od fotografowania imprez sportowych, ale wolał fotografię reporterską, np. fotografował zamieszki przeciw apartheidowi, jakie często przetaczały się w tym czasie przez Johannesburg. Z czasem przeszedł do lokalnej gazety "Star" i stał się jednym z dziennikarzy demaskujących brutalność apartheidu.
Bang Bang Club
Do Cartera dołączyła trójka przyjaciół reporterów - Ken Oosterbroek, Greg Marinovich i Joao Silva, o podobnym podejściu do spraw apartheidu. Jeden z magazynów nazwał ich „The Bang Bang Club” (Bractwo Bang Bang). Ken Oosterbroek stał się niepisanym mentorem grupy – z uwagi na największe doświadczenie. Dla Cartera był on jednak kimś więcej - wzorem do naśladowania. Ken Oosterbroek był także przyjacielem Kevina, chociaż stanowił jego przeciwieństwo – sam prowadził ustabilizowane życie, miał żonę. Carter był lekkoduchem, od czasu do czasu zajmującym się nieślubną córką Megan. Nie stronił również od narkotyków.

### Sudan
W 1993 roku Kevin Carter wraz z Silvą pojechali do Sudanu, aby fotografować ofiary klęski głodu. Od razu po wylądowaniu zabrali się za robienie zdjęć. Kevin szukając ulgi od widoku setek umierających ludzi, wybrał się w głąb buszu, nagle zauważył chudziutką dziewczynkę starającą się dotrzeć do punktu, w którym rozdawano żywność. Gdy dziewczynka zatrzymała się, aby odpocząć, Carter zaczął robić jej zdjęcia. W tym momencie tuż obok dziecka wylądował tłusty sęp. Nie chcąc spłoszyć ptaka, fotograf w bezruchu fotografował scenę i czekał, aż sęp rozłoży skrzydła. Nie doczekał się.
Niedługo po tym zdjęcie trafiło na pierwszą stronę "New York Timesa". Reakcja czytelników była olbrzymia. W redakcji urywały się telefony od ludzi zainteresowanych dalszym losem dziewczynki. W końcu wydawca opublikował notkę na ten temat – udało jej się uciec od drapieżnika, ale nie wiadomo, czy dotarła do celu. Zdjęcie zyskało rangę symbolu konfliktu w Sudanie. Carter wyznał w jednym z wywiadów, że po zrobieniu zdjęcia usiadł pod drzewem i długo płakał. Wiele razy pytano go, czy dziewczynka przeżyła i dlaczego jej nie pomógł. Niektórzy krytykowali reportera za bierność w tak dramatycznej sytuacji. Nawet jego przyjaciele zastanawiali się nad etyczną stroną takiego postępowania. Obrońcy zachowania Cartera tłumaczyli, że on tylko zrobił zdjęcie jednego z tysiąca umierających dzieci. Zamieszczenie go na okładce dziennika wywołało masową reakcję społeczną i zbiórkę pieniędzy na pomoc żywnościową dla krajów takich jak Sudan.

## Nagroda Pulitzera i Śmierć
Rok po tym do Cartera zadzwoniła Nancy Buirski, wydawca "New York Timesa" z informacją, że został laureatem Nagrody Pulitzera. Radość uhonorowanego gaśnie kilka dni później, gdy dosięga go wiadomość o śmierci Kena, który wraz z resztą członków „Bractwa Bang Bang” wyjechał śledzić konflikt w Takozie. Podczas zamieszek Oosterbroek i Marinovich znaleźli się na linii ognia i zostali postrzeleni. Oosterbroek zmarł wskutek ran, najprawdopodobniej zginął od zabłąkanej kuli wystrzelonej przez żołnierza sił pokojowych. Carter uważał, że to on powinien zginąć od kuli. Pogrążał się w rozpaczy, coraz częściej wspominał o samobójstwie. Ostatnią osobą, która rozmawiała z Carterem, była wdowa po Oosterbroeku. Znaleziono go 27 lipca 1994 roku w samochodzie zaparkowanym w miejscu, gdzie często bawił się jako dziecko. Zmarł wskutek zatrucia tlenkiem węgla. Miał 33 lata. 
W liście pożegnalnym napisał – Jestem załamany. Bez telefonu, bez pieniędzy na czynsz i na alimenty. Prześladują mnie żywe obrazy zabitych i cierpiących, widok ciał, egzekucji, rannych dzieci. Odszedłem i jeśli będę miał szczęście, dołączę do Kena.
Tragiczna śmierć Cartera wzbudziła sensację. Wiele ze zdjęć zrobionych przez członków „Bractwa Bang Bang” trafiło na czołówki gazet całego świata. Spowodowały nacisk międzynarodowej opinii publicznej na rasistowski rząd RPA. Bang Bang Club działał w czasie apartheidu i dokumentował proces jego upadku, rozpoczęty wraz z pierwszymi demokratycznymi wyborami 27 kwietnia 1994 r. Zwycięstwo Mandeli było końcem działalności „Bractwa Bang Bang”, mimo iż nadal dwójka fotoreporterów pozostała aktywna zawodowo. 

## W kulturze
Joao Silva pracował m.in. w Bagdadzie dla "New York Timesa", Greg Marinovich utrwalał na filmie konflikt w Sierra Leone. W 2000 roku wydali książkę dokumentującą historię bractwa. Opisali w niej m.in. ostatnie dni życia Cartera i Oosterbroeka. Na podstawie książki nakręcono film dokumentalny Śmierć Kevina Cartera (ang. The Life of Kevin Carter: Casualty of the Bang Bang Club), nominowany do Oscara w 2006 roku.
Brytyjska grupa muzyczna Manic Street Preachers umieściła na swoim albumie Everything Must Go (1996 r.) piosenkę "Kevin Carter", będącą jednocześnie singlem promującym tę płytę.